# Польсковоля
Польсковоля, раніше Руська Воля (пол. Polskowola) — село в Польщі, у гміні Конколевниця Радинського повіту Люблінського воєводства. Населення — 793 особи (2011).

## Історія
У XVIII столітті дідич села Філіп Шанявський звів у Руській Волі греко-католицьку церкву. У 1827 році в селі було 73 будинки та 378 жителів.
У часи входження до складу Російської імперії належало до гміни Конколевниця Радинського повіту Сідлецької губернії. За даними етнографічної експедиції 1869—1870 років під керівництвом Павла Чубинського, у селі переважно проживали польськомовні римо-католики, меншою мірою — греко-католики, які також розмовляли польською. Близько 1889 року в селі налічувалося 83 доми та 639 мешканців.
Розпорядженням Міністра внутрішніх справ від 3 березня 1919 року село Руська Воля перейменоване на Польська Воля. У міжвоєнні 1918—1939 роки польська влада в рамках великої акції руйнування українських храмів на Холмщині і Підляшші знищила місцеву православну церкву.
У 1975—1998 роках село належало до Білопідляського воєводства.

## Населення
Демографічна структура станом на 31 березня 2011 року:
|          | Загалом | Допрацездатний вік | Працездатний вік | Постпрацездатний вік |
| -------- | ------- | ------------------ | ---------------- | -------------------- |
| Чоловіки | 390     | 84                 | 258              | 48                   |
| Жінки    | 403     | 99                 | 213              | 91                   |
| Разом    | 793     | 183                | 471              | 139                  |